# Пелагіанізм

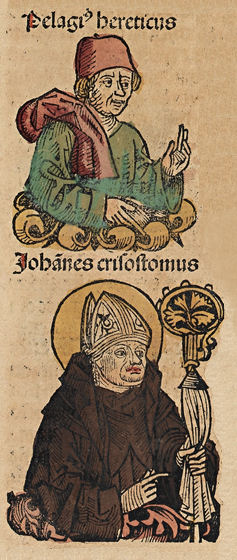

Пелагіанізм або пелагіанство (пелагіянство) — богословська теорія, що її висунув католицький богослов Пелагій. Пелагіянські суперечки почались в V столітті й були першою великою богословською кризою, що виникла серед західних латиномовних християн.
Доктрина пелагіанства стверджує, що перворідний гріх не впливає на людську природу і що смертний здатний вибирати добро чи зло без спеціальної допомоги Божественного.
Таким чином, гріх Адама був «поганим прикладом» для нащадків, але його дії не мають інших наслідків. Роль Ісуса була «хорошим прикладом» для решти людства (таким чином, протидією поганому прикладу Адама), а також спокутою за наші гріхи.
Отже, людство має повний контроль, і тим самим несе на собі повну відповідальність, за дотримання Євангелія на додаток до повної відповідальності за кожен гріх.
Відповідно до доктрини пелагіянізму, люди є грішники за власним вибором, тому вони злочинці, які потребують спокутування Ісуса Христа. Грішники не є жертвами, вони є злочинцями, які потребують прощення.
Проти пелагіанства найбільш активно боровся Святий Августин. Його боротьбу можна поділити на два періоди. Перший період — період наступу (411—418). В цей час Августин боровся проти науки Пелагія і Целестія, які заперечували занепад людини і необхідність Божої ласки для спасіння, і як наслідок, підірвали у християнстві віру в усе, що в ньому є надприродне (відкуплення, церква, Св. Тайни). Результатом цієї боротьби було осудження пелагіанізму Папами Інокентієм та Зосином. Другий період був оборонним (419—430). Августину довелось відбиватись від закидів Юліана та напівпелагіан. Юліан звинувачував святого, що своєю наукою про первородний гріх та хтивість тіла, як його наслідок, він підриває святість подружжя. Напівпелагіяни закидали, що Августинове вчення про напередвизначення (Господь має для кожного Свій план) та про дар ласки спасіння є фаталізмом і заперечує свободу волі людини. Попри те, що Августин боронив надприродні вчення церкви, все ж йому вдалося це зробити. В цьому йому допомагав особистий секретар папи римського Лева I — Проспер Тірон.
Церква осудила Пелагія на Африканському соборі (синоді в Мілеві) 416 року за папи Іннокентія І, на Карфагенському Синоді 418 року за папи Зосими, який розіслав усім єпископам лист під назвою «Тракторія з осудженням Пелагія». А напівпелагіанізм був осуджений папою Целестином І на синоді в Оранжі 529 року, що згодом затвердив папа Боніфацій II.

## Позиція Івана Касіяна
Вчення Івана Касіяна (синергізм) було засуджене на Оранжському соборі.
Прп. Іван Касіян (360—435), дав Пелагію іншу відповідь. Замість метафізичного міркування про заслуги, гідність і напередвизначення він говорить, що коли Бог бачить найменший рух душі до Бога, який відбувається від зусиль самої людини або ж від Бога, то тоді Він дає душі Свою благодать яка супроводжує. На відміну від Августина, Іван Касіян не вважає, що внаслідок первородного гріха з'явилася повна нездатність людини направити свою волю до добра. Благодать розуміється ним не як така що порушує вільну волю людини, а як жива і часто педагогічна взаємодія людини і Бога. Наприклад, в коментарі на вірш «І сказав Господь до Аврама: Вийди зо своєї землі, з родини своєї, і з дому батька твого в землю, яку я тобі покажу» (Бут. 12:1) Іоанн Касіян пише: "Що означає "Вийди зі свого Краю ?" Це означає, що Господь пропонує спасіння. "Піди в землю". Він висловлює працю того, хто трудиться. А що означає "землю, яку я тобі покажу" ? Йдеться не тільки про землю, яку ти не можеш знайти, попри все своє вміння, землю, яку ти не тільки не знаєш, але і не шукаєш». Таким чином, роль благодаті за Іоанном Кассианом полягає в тому, що вона показує шлях у незвідане, яке недоступне без провідника. Бог навчає і підводить до нових сенсів, подібно до того, як батько вчить своїх дітей. Іоанн Касіян вказує також, що на питання, що ж первинне: вільна воля або благодать, не може бути однозначної відповіді, тому що благодать співпрацює з вільною волею, зміцнюючи її і спонукаючи до дедалі більших зусиль; в той же час він робить необхідний акцент на тому, що без допомоги благодаті людина не може прийти до Бога, тому вона за своєю суттю необхідна для порятунку. З філософської точки зору принциповим тут є та обставина, що Іван Касіян втримався від спокуси підмінити етику метафізикою. Як зазначає В. М. Лоський, це сталося не в малому ступені тому, що, на відміну від Августина, Іоанн Касіян не прийняв пелагієвої постановки питання, відмовившись міркувати про порятунок в термінах «заслуг».
Св. Касіян вчить: «Що це, сказане нам, як не у всіх цих (слідують цитати з Писання) проголошення і благодаті Божої, і вільної хотіння нашого, тому що людина, хоча може інколи сама собою бажати чесноти, але щоб виконати бажання ці, завжди потребує допомоги Божої?» («Співбесіди», XIII, 9). Багато запитують, коли в нас діє благодать Божа? Тоді, коли в нас виявляється добра воля, або добра воля тоді в нас виявляється, коли відвідає нас благодать Божа? Багато, вирішуючи це питання, переступили межі, від чого і впали в суперечки й похибки» («Співбесіди», XIII, II). Отже, хоча благодать Божа і свавілля людське, мабуть одне одному протилежні, але обидва діють у згоді й в справі порятунку нашого однаково необхідні, якщо не хочемо відступити від правил істинної віри «(Співбесіди, XIII, II).
У своєму трактаті «Про докори і благодать» блаженний Августин писав: „посмієш ти сказати, що навіть коли Христос молився, щоб Петрова віра не зменшилась, вона б, проте зменшилась, якби Петро дозволив би їй зменшитись?“ Тут є очевидне перебільшення; відчувається, що чогось не вистачає в зображенні реальності благодаті й вільної волі. Преподобний Іван Касіян у своїх словах про іншого первоверховного апостола, св. Павла, каже про це так: він сказав: „Та благодаттю Божою я те, що є, і благодать Його, що в мені, не даремна була, але я працював більше всіх їх, правда не я, але Божа благодать, що зо мною вона.“ (1 Кор. 15:10). Таким чином, словом „працював“ — висловлює зусилля своєї волі; словами: „не я, але Божа благодать“, — підкреслює важливість Божественного сприяння; а словом „зі мною“ — показує, що благодать сприяла йому не в неробстві і безпечності, а тоді як він трудився» («Співбесіди», XIII, 13). Позиція преп. Касіяна — гармонійна, і дає належну роль і благодаті і свободі; позиція Августина — одностороння і незавершена. Він надмірно перебільшує значення благодаті й тим самим дає можливість зловживати своїми словами пізнішим мислителям, які мислили аж ніяк не в православних категоріях і могли розуміти їх в сенсі «непереборної благодаті», яку людина повинна прийняти, хоче вона того чи ні (таке вчення янсеністів) ", пише Серафим (Роуз).

## Цікаві факти
За топономістичним дослідженням українського мовознавця Костянтина Тищенка, у V сторіччі тривало переселення пелагіан на терени сучасної України.